# Арменска чайка
Арменска чайка (на латински: Larus armenicus) е вид голяма чайка, разпространена в Кавказ и Близкия Изток. В миналото класифицирана като подвид на сребристата чайка (L. argentatus), днес е като цяло смятана за отделен вид, въпреки че BirdLife International я обединява в едно със средиземноморската жълтонога чайка (L. michahellis).
Арменската чайка е относително голям по размери вид, въпреки че е най-малка сред сребристите чайки и сродните ѝ видове. На ръст достига от 52 до 62 cm, с размах на крилете от 120 до 145 cm и тегло, вариращо от 600 до 960 g. Крилото ѝ има дължина от 38.5 до 45.8 cm, човката е от 4.1 до 5.6 cm, а ходилото е от 5.7 до 6.4 cm. На външен вид арменската чайка прилича на средиземноморската жълтонога чайка, но е малко по-малка и с малко по-тъмносив гръб и тъмни очи. Черните крайчета на крилете са по-широки и по-малки бели точици. Човката е къса с отличително червено петно и черна ивица точно преди връхчето. През първата си зима, птиците от вида са основно с кафяво оперение. Имат белезникава задница, светли на цвят махови пера и тъмна, ясно изразена черна ивица на опашката.
Арменската чайка гнезди край планинските езера в Армения, Грузия, Турция, и западен Иран. Най-големите колонии се наблюдават край езерото Севан и езерото Арпи в Армения. Видът е частично мигриращ, като много птици презимуват на бреговете на Турция, Ливан и Израел. Малки популации има и в Кипър, Египет и Персийския залив.
Гнездото представлява могилка от растителност на земята на речния бряг. Женската снася три яйца, най-вече в края на април. Гнездящите колонии строят гнездата си нагъсто едно до друго и това води до чести конфликти за територия.

## Галерия
- Край манастира Севанаванк
- Илюстрация на арменска пощенска марка от 2003
- Млада арменска чайка в полет
- Полет над езерото Севан